# Окжетпес (футбольний клуб)
Окжетпес — професіональний казахський футбольний клуб з міста Кокшетау.
Статус команди майстрів було отримано 1968 року. Чотириразовий переможець першої ліги. Домашній стадіон – «Окжетпес».

## Хронологія назв
- 1957—1987 — «Торпедо»
- 1990 — «Спартак»
- 1991—1992 — «Кокшетау»
- 1994—1999 — «Кокше»
- 2000 — «Акмола»
- 2001—2003 — «Єсіль»
- з 2004 — «Окжетпес»

## Досягнення
Прем'єр-ліга Казахстану:
- 5 місце (1): 2016

Кубок Казахстану:
- 1/4 фіналу (7): 1993, 2001, 2006, 2011, 2015, 2016, 2017

Перша ліга
- Чемпіон (4): 1993, 2014, 2016, 2022
- Срібний призер (1): 2011
- Бронзовий призер (4): 1994, 1995, 1999, 2013

## Склад команди
Станом на 30 вересня 2016
| №  | Поз. | Нац.      | Гравець             |
| -- | ---- | --------- | ------------------- |
| 1  | ВР   | Сербія    | Саша Стаменкович    |
| 5  | ПЗ   | Казахстан | Анатолій Богданов   |
| 6  | ЗХ   | Казахстан | Ільнур Мангуткін    |
| 7  | НП   | Казахстан | Санат Жумаханов     |
| 8  | ЗХ   | Росія     | Данило Чертов       |
| 11 | ПЗ   | Росія     | Віталій Волков      |
| 14 | ПЗ   | Казахстан | Ігор Юотн           |
| 15 | ЗХ   | Казахстан | Антон Куксин        |
| 17 | НП   | Казахстан | Жасулан Молдакараєв |
| 18 | ПЗ   | Сербія    | Ристо Ристович      |

| №  | Поз. | Нац.      | Гравець            |
| -- | ---- | --------- | ------------------ |
| 21 | ПЗ   | Казахстан | Жакуп Кожамберди   |
| 23 | ЗХ   | Казахстан | Мірас Тулієв       |
| 24 | ВР   | Казахстан | Джурахон Бабаханов |
| 25 | ВР   | Казахстан | Руслан Абжанов     |
| 29 | ПЗ   | Камерун   | Джозеф Нане        |
| 32 | НП   | Чилі      | Ніколас Каналес    |
| 36 | ЗХ   | Казахстан | Олег Лебедєв       |
| 77 | ЗХ   | Україна   | Олександр Чижов    |
| 88 | НП   | Камерун   | Серж Бандо Н'Ганбе |

## Відомі гравці
- Давид Лорія
- Євгеній Луньов
- Володимир Нідергаус
- Роман Узденов
- Улугбек Асанбаєв
- Дмитро Сичов

## Відомі тренери
- Сергій Герасимець (2006), (2009—2010)
- Володимир Чебурін (січень 2011 — грудень 2011)
- Віктор Догадайло (грудень 2011 — березень 2012)
- Володимир Чебурін (травень 2012–)

## Гравці з України
У 2015-2017 роках гравцем клубу був захисник Олександр Чижов.
У 2017–2019 роках за команду виступав захисник Віталій Гошкодеря. У 2021 році він повернувся в клуб.
У 2018 році команду поповнив півзахисник Артем Касьянов.
У 2020 році кольори клубу захищав захисник Тарас Бондаренко.
У 2021 році контракт з клубом підписав захисник Дмитро Рижук.
У 2022 році гравцем «Окжетпесу» став півзахисник Максим Драченко.
У 2023 році гравцями клубу стали захисники Іван Цюпа та Іван Брікнер.